# فرط الكثافة

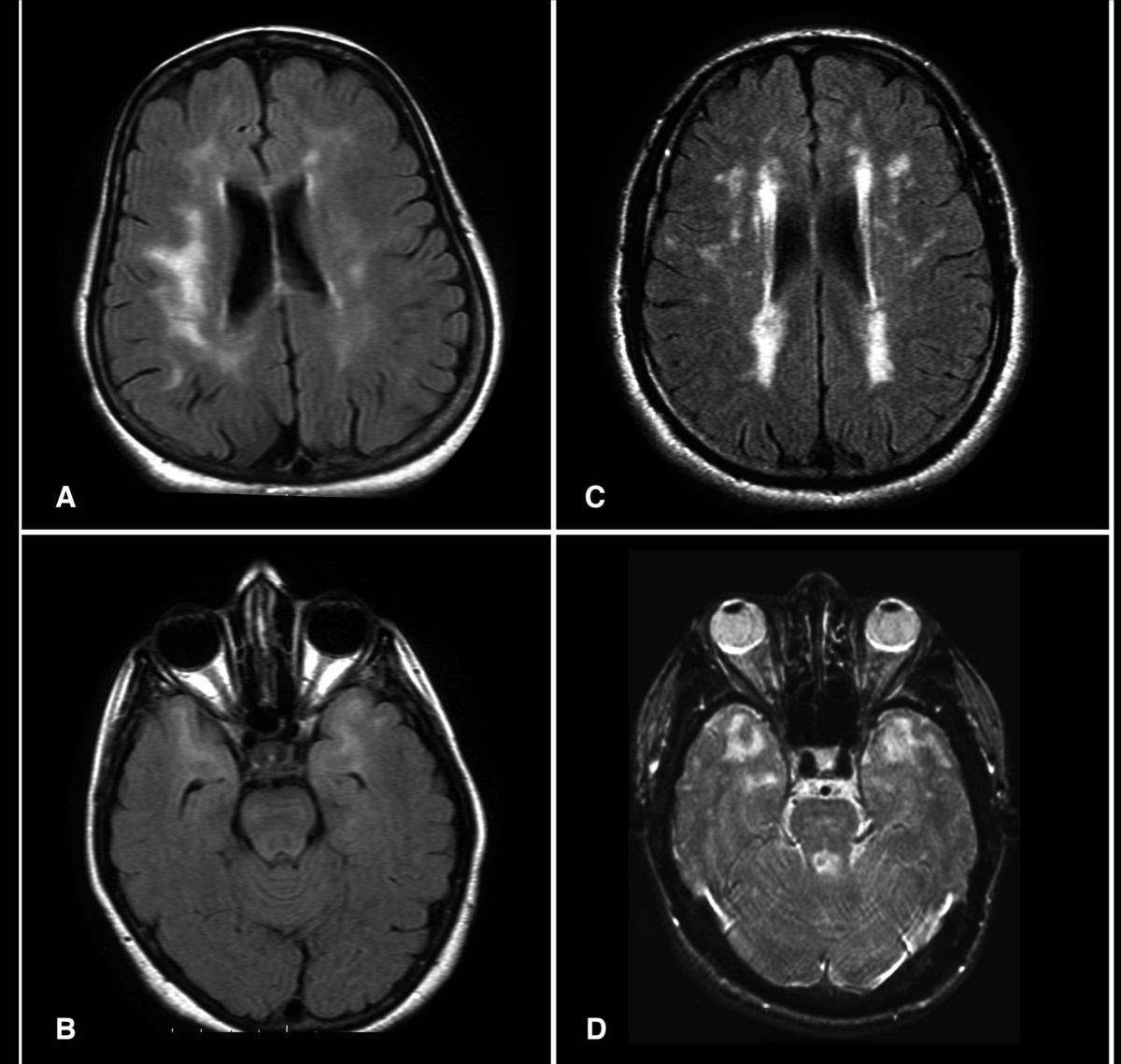
صور رنين مغناطيسي تُظهر فرط الكثافة

فرط الكثافة أو فرط كثافة «تي 2» هي منطقة عالية الكثافة في بعض أنواع فحوصات التصوير بالرنين المغناطيسي (إم آر آي) التي تُجرى على دماغ الإنسان أو غيره من الثدييات الأخرى وتعكس وجود آفات ناجمة إلى حد كبير عن زوال الميالين وخسارة المحاور العصبية. يمكن رصد هذه المناطق الصغيرة عالية الكثافة على صور الرنين المغناطيسي الموزون بواسطة «تي 2» (التي يمكن الحصول عليها عادة باستخدام تقنية استعادة السائل الموهن بالانقلاب ثلاثية الأبعاد) داخل المادة البيضاء المخية (آفات المادة البيضاء، أو فرط كثافة المادة البيضاء أو «دبليو إم إتش») أو المادة الرمادية تحت القشرية (فرط كثافة المادة الرمادية أو «جي إم إتش»). يرتبط الحجم والتكرارية بشكل قوي مع التقدم في العمر. أمكن أيضًا رصد عدد من الاضطرابات العصبية والأمراض النفسية. على سبيل المثال، تزيد فرصة حدوث فرط كثافة المادة البيضاء العميقة بنسبة 2.5 إلى 3 مرات مع اضطراب ثنائي القطب واضطراب الاكتئاب الشديد مقارنة بالمجموعات المضبوطة. أظهر حجم فرط كثافة المادة البيضاء، الذي أمكن حسابه باعتباره مقياسًا تشخيصيًا محتملًا، ارتباطًا مع مجموعة محددة من العوامل المعرفية. تظهر فرط الكثافة على شكل «إشارات ساطعة» (مناطق ساطعة) على اختبارات التصوير بالرنين المغناطيسي وقد يُستخدم مصطلح «الإشارة الساطعة» في بعض الأحيان كمرادف لفرط الكثافة.
تُصنف حالات فرط الكثافة بشكل شائع في 3 أنواع قائمة على منطقة الدماغ التي تظهر فيها. تحدث فرط كثافة المادة البيضاء العميقة عميقًا داخل المادة البيضاء، بينما تحدث فرط كثافة المادة البيضاء المحيطة بالبطين بالقرب من البطينات الجانبية وتحدث فرط الكثافة تحت القشرية في العقد القاعدية.
غالبًا ما يمكن رصد فرط الكثافة في الأمراض المناعية الذاتية ذات التأثيرات التي تطال الدماغ.
تشير الدراسات التالية للوفاة المصحوبة باختبارات التصوير بالرنين المغناطيسي إلى أن أماكن فرط الكثافة هذه عبارة عن أحياز محيطة بالأوعية، أو مناطق زوال الميالين الناجمة عن انخفاض التدفق الدموي المحلي.

## الأسباب
قد ينجم فرط كثافة المادة البيضاء عن مجموعة متنوعة من العوامل العديدة بما في ذلك نقص التروية، أو النزف الدموي المجهري، أو الفساد الدبقي العصبي، أو تلف جدران الأوعية الدموية الصغيرة، أو حالات انثقاب الحاجز بين السائل الدماغي الشوكي والدماغ أو خسارة غمد الميالين وتشوهاته.

## التأثيرات المعرفية
لدى الغالبية من كبار السن، يرتبط ظهور فرط كثافة المادة البيضاء الشديد المصحوب بضمور الفص الصدغي الإنسي (إم تي إيه) مع زيادة في وتيرة العجز المعرفي المعتدل. تشير الدراسات إلى وجود زيادة بأكثر من أربعة أضعاف في وتيرة العجز الإدراكي المعتدل عند الإصابة بضمور الفص الصدغي الإنسي المترافق مع فرط كثافة المادة البيضاء الشديد. أمكن أيضًا ملاحظة ارتباط فرط كثافة المادة البيضاء الشديد باستمرار مع اضطرابات المشية، واختلال التوازن والاضطرابات المعرفية. تشمل سمات نمط المشية المرتبطة بشكل محدد مع فرط كثافة المادة البيضاء: اتساع طفيف في القاعدة، وتباطؤ الخطوة وقصر طولها إلى جانب الدوران الإجمالي. قد تتعرض سرعة العمليات المعرفية والمهارات الجبهية بدورها للخلل لدى الأفراد ذوي فرط كثافة المادة البيضاء. من الواضح أيضًا وجود علامات مرضية لاستماتة الخلايا الدبقية قليلة التغصن وتلف الاستطالات المحوارية. قد يؤدي التلف الكافي للمحاوير العصبية التي تعبر منطقة فرط كثافة المادة البيضاء إلى حدوث تداخل معتبر مع الوظائف العصبونية الطبيعية.